# 深谷賢治
深谷 賢治（ふかや けんじ、1959年3月12日 - ）は、日本の数学者。専門は幾何学で、リーマン多様体の崩壊、アーノルド予想の解決、ミラー対称性予想への貢献、深谷圏(A∞圏)の定義等の業績がある。学位は博士（1986年）。ニューヨーク州立大学ストーニーブルック校教授。2009年より日本学士院会員。

## 来歴

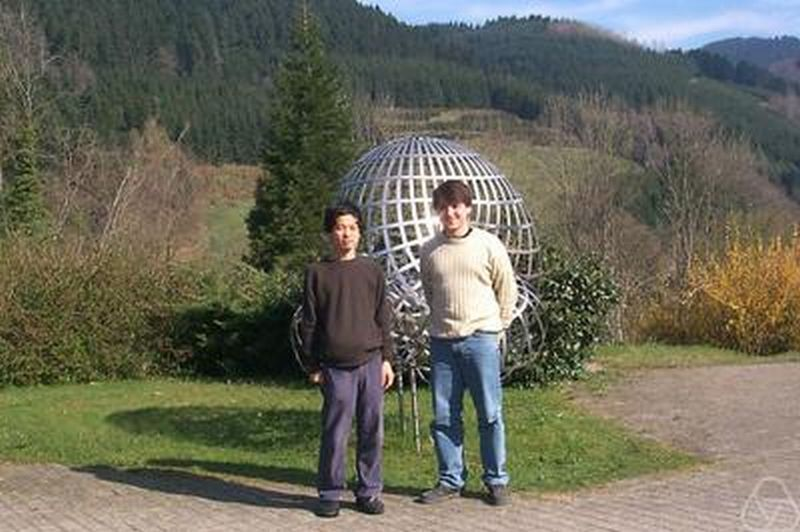
2002年（左）

愛知県名古屋市生まれ、神奈川県横浜市育ち。横浜市立斎藤分小学校、横浜市立六角橋中学校、神奈川県立横浜翠嵐高等学校を経て、1981年東京大学理学部数学科卒業。1983年東京大学大学院理学系研究科修士課程修了。同年より東京大学助手となり、1986年東京大学から理学博士の学位を取得。1987年東京大学助教授、1994年より京都大学理学部数学科教授。
専門は、最初の頃は大域リーマン幾何学（空間の「曲がり方」を調べる分野）、その後、ゲージ理論（数学的側面は近年位相幾何学にも応用されている）も研究し、現在の専門はシンプレクティック幾何学（解析力学の数学的基礎でその大域的な側面を研究）。

## 受賞・講演歴
- 1987年 - 井上科学振興財団井上研究奨励賞：一定数より直径と曲率が小さいリーマン多様体の集合の境界
- 1989年 - 日本数学会幾何学分科会幾何学賞：リーマン多様体の崩壊理論とその応用に関する一連の独創的な業績[5]
- 1990年 - ICM招待講演[6]
- 1994年 - 日本数学会春季賞：Floer ホモロジー理論の研究[7]
- 2002年 - 井上科学振興財団井上学術賞：量子化の手法による幾何学の研究[8]
- 2003年 - 日本学士院日本学士院賞：微分・位相幾何学の研究[9]
- 2009年 - 朝日新聞文化財団朝日賞[3][10]
- 2012年 - 藤原賞[11]
- 2025年 - ショウ賞数学部門[12]

## 著作
- 『数学者の視点』岩波書店〈岩波科学ライブラリー〉、1996年。
- 『これからの幾何学』日本評論社、1998年。
- 『電磁場とベクトル解析』岩波書店〈現代数学への入門〉、2004年。
- 『解析力学と微分形式』岩波書店〈現代数学への入門〉、2004年。
- 『双曲幾何』岩波書店〈現代数学への入門〉、2004年。
- 『シンプレクティック幾何学』岩波書店、2008年。
- 『ミラー対称性入門』日本評論社、2009年。
- 伊藤 雄二(編) 編『ゲージ理論とトポロジー』丸善出版〈シュプリンガー現代数学シリーズ〉、2012年。